# Cilindro Municipal
Das Cilindro Municipal (deutsch „Städtischer Zylinder“, offiziell Estadio Dr. Héctor Grauert) war eine Mehrzweckhalle in der uruguayischen Hauptstadt Montevideo.

## Geschichte
Das Gebäude wurde im Jahr 1956 als Kongresszentrum und als Arena für Ausstellungen eröffnet. Entworfen und konstruiert wurde es von dem Architekten Lucas Ríos Demaldé und den Ingenieuren Alberto Sydney Miller und Leonel Viera. Im Jahr 1967 fanden hier Spiele der Basketball-Weltmeisterschaft statt.
Am 21. Oktober 2010 stürzte das Gebäudedach nach einem Feuer im Inneren des Cilindro Municipal ein. Dabei wurden der Hallenboden sowie Hunderte Sitzplätze komplett ruiniert. Der Innenminister Eduardo Bonomi kündigte kurz darauf an, das Gebäude abreißen zu lassen. Am 12. Mai 2014 wurde der Abriss der Halle erfolgreich abgeschlossen.
Auf dem Grundstück wurde die neue Mehrzweckhalle Antel Arena errichtet. Sie wurde am 12. November 2018 eröffnet und bietet zum Basketball 10.000 und zu Konzerten maximal 15.000 Plätze.

## Konzerte
| Jahr | Künstler     |
| ---- | ------------ |
| 1983 | Van Halen    |
| 1988 | The Mission  |
| 1989 | UB40         |
| 1991 | Bob Dylan    |
| 2001 | Eric Clapton |